# 核時代

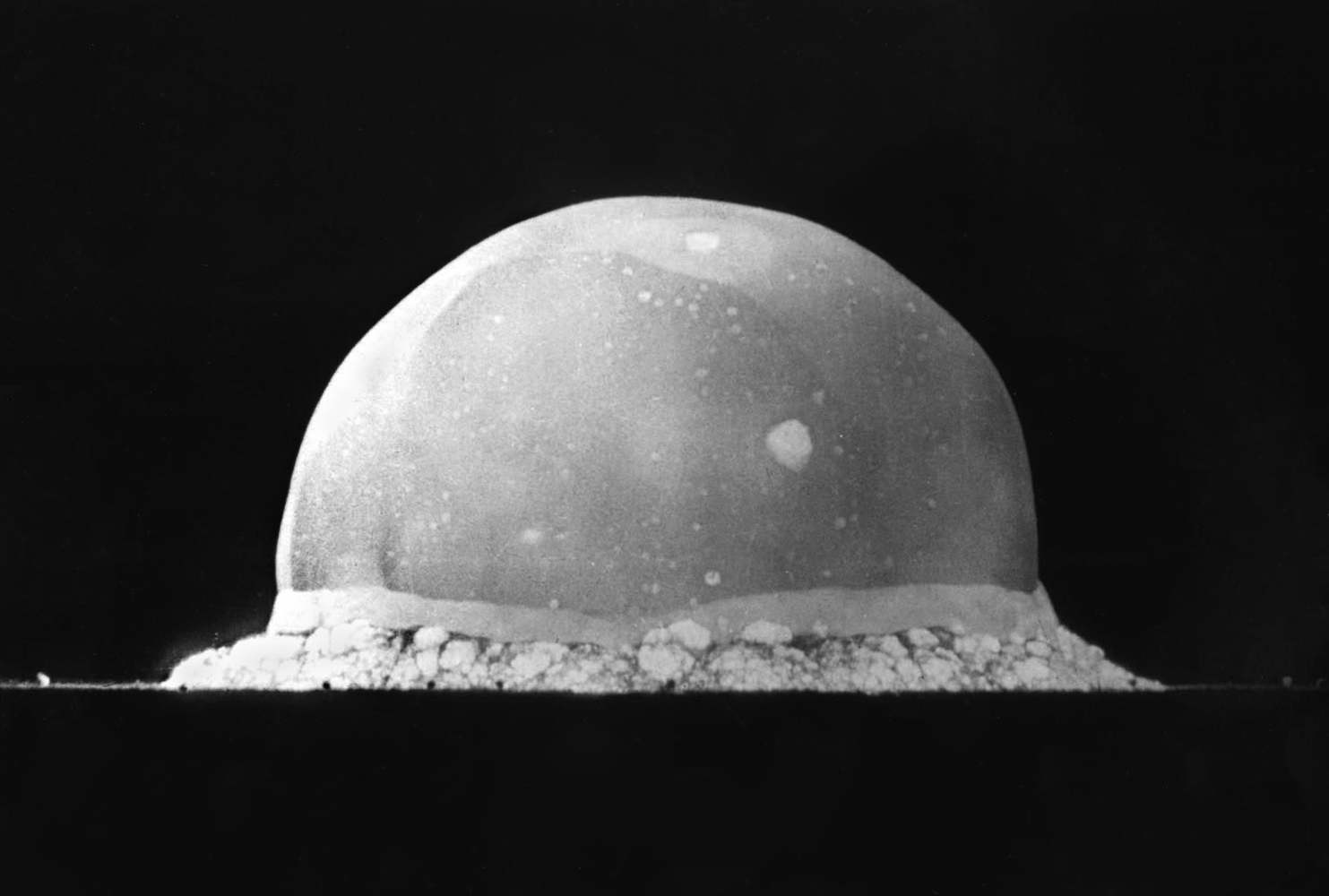
核時代の幕開けとされるトリニティ実験の、開始直後に発生した火の玉。1945年7月16日。

核時代（かくじだい、英語: Atomic Age ; Nuclear Age）は、核兵器の時代を意味する言葉。

## 概要
1958年刊レスター・B・ピアソン『核時代の外交』（近藤晋一訳、時事通信社）、1959年刊レイモンド・ガーソフ『核時代におけるソ連戦略』（海上自衛隊幹部学校訳）などのように、1950年代から核時代という言葉は用いられていた。1954年には世界最初の原子炉を築いたエンリコ・フェルミが「核時代の建設者」と呼ばれていた。軍事・外交の分野だけでなく、湯川秀樹・朝永振一郎・坂田昌一編著『核時代を超える : 平和の創造をめざして』（岩波新書、1968年）や、大江健三郎『核時代の想像力』（新潮選書、1970年）、高木仁三郎『核時代を生きる 生活思想としての反核』（講談社現代新書、1983年）、芝田進午『核時代』（青木書店、1987年）のように、科学者・文学者・哲学者らによっても用いられている。
晩聲社は書籍の奥付において「核時代」を私年号として用いており、トリニティ実験と広島・長崎への原爆投下が行われた1945年を起点（核時代0年）としている。初めて使用されたのは、1987年に出版された小関智弘『鉄を読む』で、奥付には『核時代四二年（一九八七年）一二月二五日初版第一刷』と表記されている。これは、晩聲社代表である和多田進が、哲学者芝田進午が提唱した「ヒロシマ紀元」という問題提起に応える形で用い始めたものである。
なお、黒古一夫編『ヒロシマ・ナガサキからフクシマへ 「核」時代を考える』（勉誠出版、2011年）のように原子力利用を含めて捉えられる場合もある。

## 変遷
1950～1960年代までは原子力の明るい未来が描かれており、原子力自動車のようなコンセプトカーが提案された時期もあった。しかし、やがて原子力の負の側面が明らかになり、浸透すると廃れた。

## 註
1. ↑  "Enrico Fermi, architect of the nuclear age, dies". Autumn 1954.
2. 1 2  「鈴木宗男・和多田進10年目の往復書簡 第13回「『閑話休題』的に……」」掲載の和多田書簡、和多田進『メルマガ北海道人 第22回』